# Zambézi mocsáriantilop
A zambézi mocsáriantilop vagy zambézi víziantilop (Kobus leche) az emlősök (Mammalia) osztályának párosujjú patások (Artiodactyla) rendjébe, ezen belül a tülkösszarvúak (Bovidae) családjába és a nádiantilop-formák (Reduncinae) alcsaládjába tartozó faj.

## Előfordulása, élőhelye
A zambézi mocsáriantilop elterjedési területe nem folytonos. Főbb populációi élnek Botswanában, Namíbiában, Angolában, Zambiában, továbbá a Kongói Demokratikus Köztársaság délkeleti részén is élnek kisebb populációi. A jelenlegi elterjedése megfelel történelmi elterjedésének, azzal a különbséggel, hogy az élőhelyek - különösen az elmúlt században - beszűkültek.

## Alfajai
A zambézi mocsáriantilop alfajai:
- Kafue mocsáriantilop vagy barna mocsáriantilop (Kobus leche kafuensis) Haltenorth, 1963 – A zambiai Kafue-síkságon él. Hasonlít a zambézi mocsáriantilophoz, de első lába csaknem teljesen fekete. Sebezhető státuszú.[3]
- vörös mocsáriantilop (Kobus leche leche) J. E. Gray, 1850 – Botswana északi részén az Okavango-deltában, valamint Namíbia északkeleti részén, és Zambiában a Zambézi felső folyásánál él. Őzbarna színű, mellső lábának elején fekete csíkkal.
- †Roberts mocsáriantilop vagy Kawambwa mocsáriantilop (Kobus leche robertsi) W. Rothschild, 1907 – egykor Zambia északkeleti részén, az alsó Luapula árterületein élt.[4]
- fekete mocsáriantilop vagy Bangweulu mocsáriantilop (Kobus leche smithemani) Lydekker, 1900 – A Bangweulu-mocsarakban él. Feketés színű. Sebezhető státuszú.[5]

A 2005-ben, Fenton Peter David Cotterill által felfedezett és leírt Upemba-mocsáriantilopot (Kobus anselli) egyes rendszerezések, köztük a Természetvédelmi Világszövetség (IUCN) is, nem önálló fajként, hanem a zambézi mocsáriantilop ötödik alfajaként tartják számon, Kobus leche anselli név alatt. Az állat a laikus nevét a Kongói Demokratikus Köztársaságban levő Upemba Nemzeti Parkról kapta.

## Megjelenése
Marmagassága 85-110 centiméter, testhossza 130-180 centiméter, tömege 60-130 kilogramm. Hosszú, durva, zsíros szőrzetének színe az alfajtól függ: a Kobus leche leche színe élénk gesztenyebarna, a Kobus leche kafuensis színe vörösesbarna, a Kobus leche smithemani színe fekete. A hímek életkoruk előre haladtával általában sötétebb színűek lesznek. Teste alsó része, nyaka, álla, szája és ajkai fehérek. Fekete végű farka alsó részén bozontos fehér zászló található. Elülső lábán fekete csík húzódik. Teste hosszúkás, hátsó lába más antilop-fajokéhoz viszonyítva hosszabb, ezáltal testének hátsó része magasabb, mely a mocsárban történő mozgást megkönnyíti. A mocsári életmódhoz alkalmazkodva patája hosszú és viszonylag keskeny. Az elegánsan hátrasimuló szarvak csak a hímeken láthatók, hosszuk elérheti a 45–92 cm-t. A szarvak vékonyak és hátrafelé hajlók, csúcsuk felfelé görbül, teljes hosszán bordák találhatók.

## Életmódja
Más antilop-fajokhoz hasonlóan a zambézi mocsáriantilop is délelőtt és késő délután aktív. A vízben nagyon könnyen mozog, az állat gyakran megfigyelhető, amint marmagasságig érő vízben legel. Jó úszó. Hosszú, lágy patája szilárd talajon hátrányt jelent számára. Ezért a csordák az évszakokhoz alkalmazkodva az árterületek szélén legelnek. A nőstények és a borjak általában a nedvesebb területen élnek, míg a bikák (magányosan vagy csordában) inkább a szárazabb területeket kedvelik. Mivel az árterületeken a táplálék bőséges, a populáció sűrűsége különösen nagy lehet, elérheti a négyzetkilométerenkénti 200 egyedet is.
A faj egyedei között nincsen szoros szociális rendszer, gyakran csak az anya és legfrissebb utódja közti kapocs jelenti a legszorosabb kapcsolatot. Élőhelyük folytonos változása miatt a bikák nem tartanak fenn territóriumokat. Ehelyett a bikák az úgynevezett lekeket védik, melyek kis méretű, 15–200 m átmérőjű egyéni területeket jelentenek egy közös arénán belül. Ezekhez a területcsoportokhoz nőstények nagy csordája tartozik. A központi elhelyezkedésű, kisebb területek birtoklásáért nagy verseny folyik, mivel ezekhez a területekhez nagyobb szaporodási arány tartozik. Egy ilyen területet általában néhány napig tud tulajdonosa megtartani. Veszély esetén a mocsáriantilop esetlen ugrásokkal igyekszik a víz felé. A csordák mérete elérheti a 400 egyedet is.

### Táplálkozása
A zambézi mocsáriantilop főként perjeféléket és vízinövényeket eszik. Lábán vízlepergető anyag van, ezért a térdig érő vízben is gyorsan fut.

## Szaporodása
Az ivarérettséget a nőstények 1,5, a hímek 2,5 éves korukban érik el. Az ellések többsége a száraz évszakra, július-októberre esik, bár a párzás az egész év során előfordulhat. Az anya 7-8 hónapos vemhességet követően ad életet egyetlen utódjának. A borjak elválasztása 4 hónapos koruk után történik.

## Természetvédelmi helyzete
A zambézi mocsáriantilop a vadászat miatt korábbi élőhelyének nagy részéről eltűnt. A szárazság és a természetes vízrendszerbe történő emberi beavatkozás szintén a faj létszámának csökkenéséhez vezetett. A víz szintjét a Kafue-ártéren a megépített gátakkal és vízerőművekkel szinte teljes mértékben az emberi igényekhez, - mezőgazdasági termeléshez, legeltetéshez – igazították. Emiatt az 1970-es évek 90 000–100 000-es létszáma a 80-as évek közepére 40 000 – 50 000-re csökkent.
Napjainkban a zambézi mocsáriantilop többnyire csak védett területeken tudott fennmaradni.
A faj hosszú távú fennmaradása teljes mértékben a megmaradó populációjának tényleges védelmétől és élőhelyének védelmétől függ. Különös fontosságú a Bangweulu-mocsarak (fekete mocsáriantilop), Kafue-síkság (Kafue mocsáriantilop), az Okavango, Linyanti, Busanga és Caprivi területek (vörös mocsáriantilop) és az Upemba Nemzeti Park (Upemba-mocsáriantilop) védelme.

### Állatkertekben
Magyarországon a Nyíregyházi Állatparkban és a Veszprémi Állatkertben látható.

## Képek

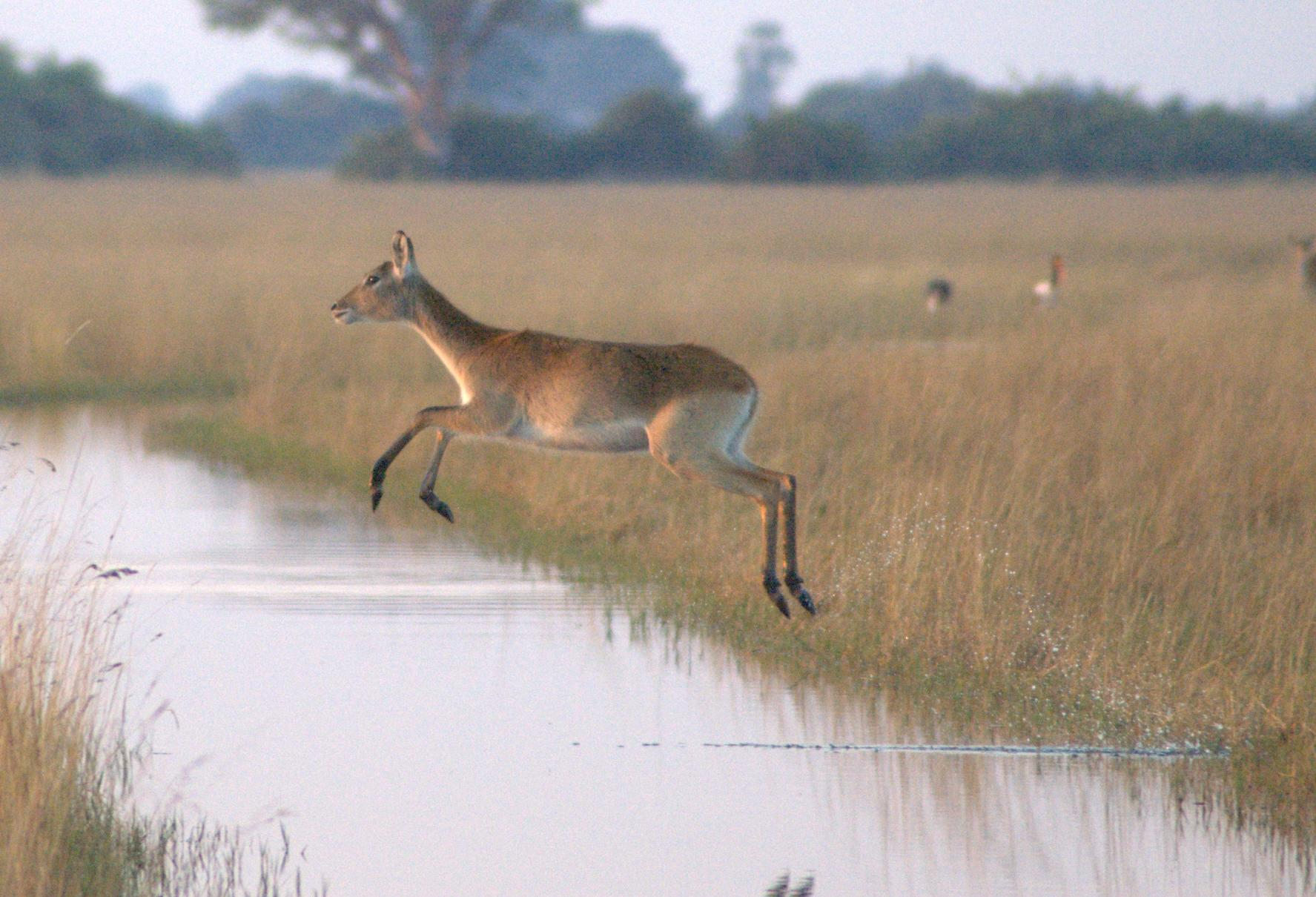
A zambézi mocsáriantilop nősténye az Okavango-deltában
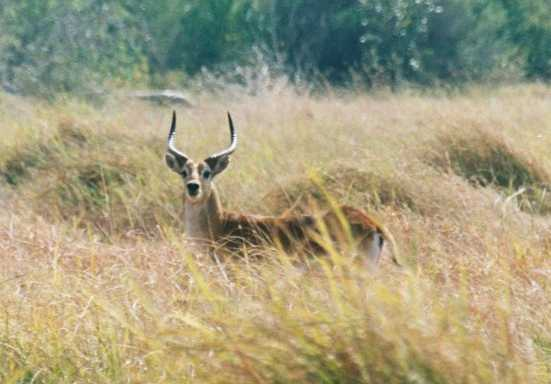
A zambézi mocsáriantilop hímje
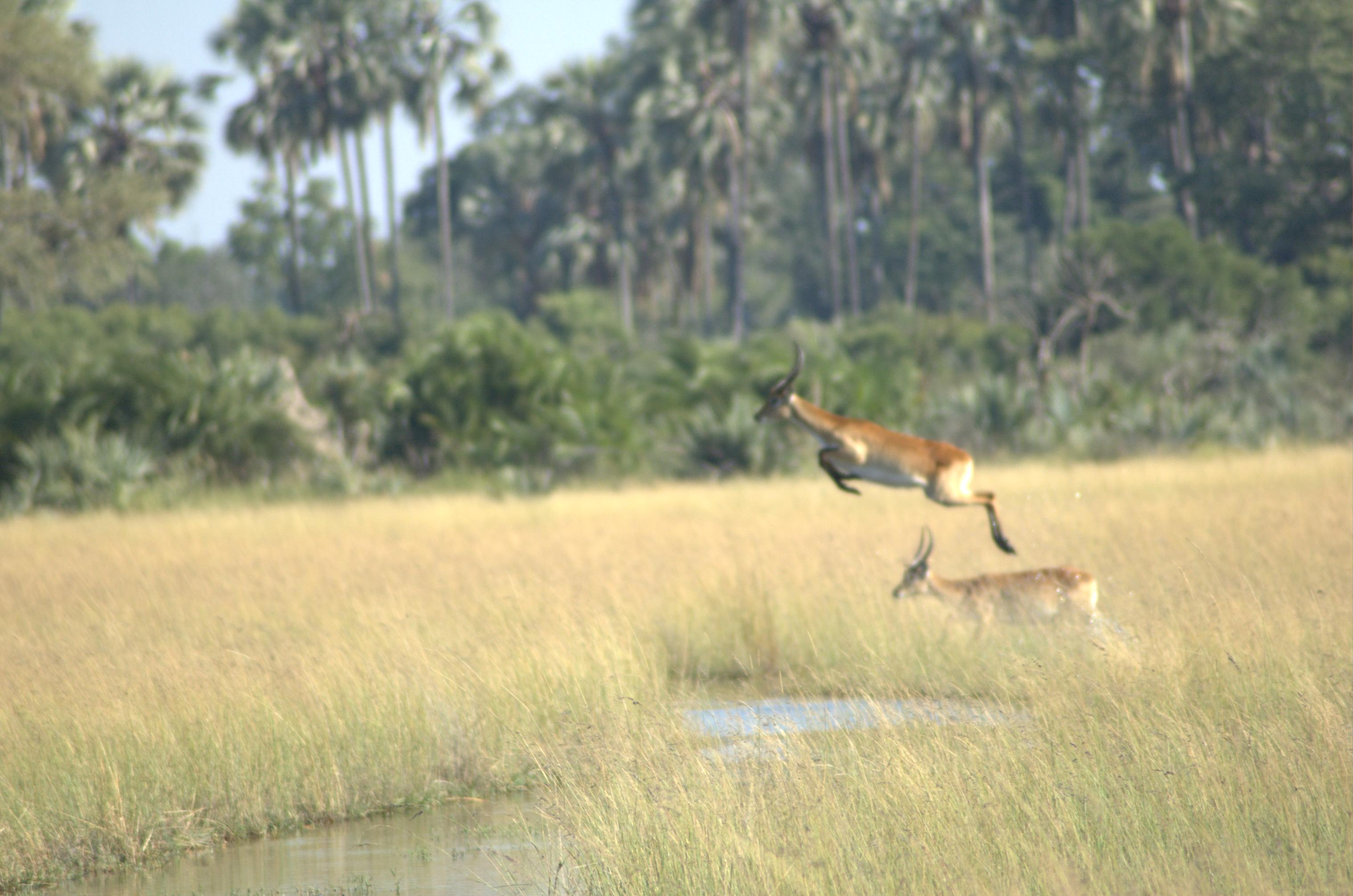
Bika ugrás közben
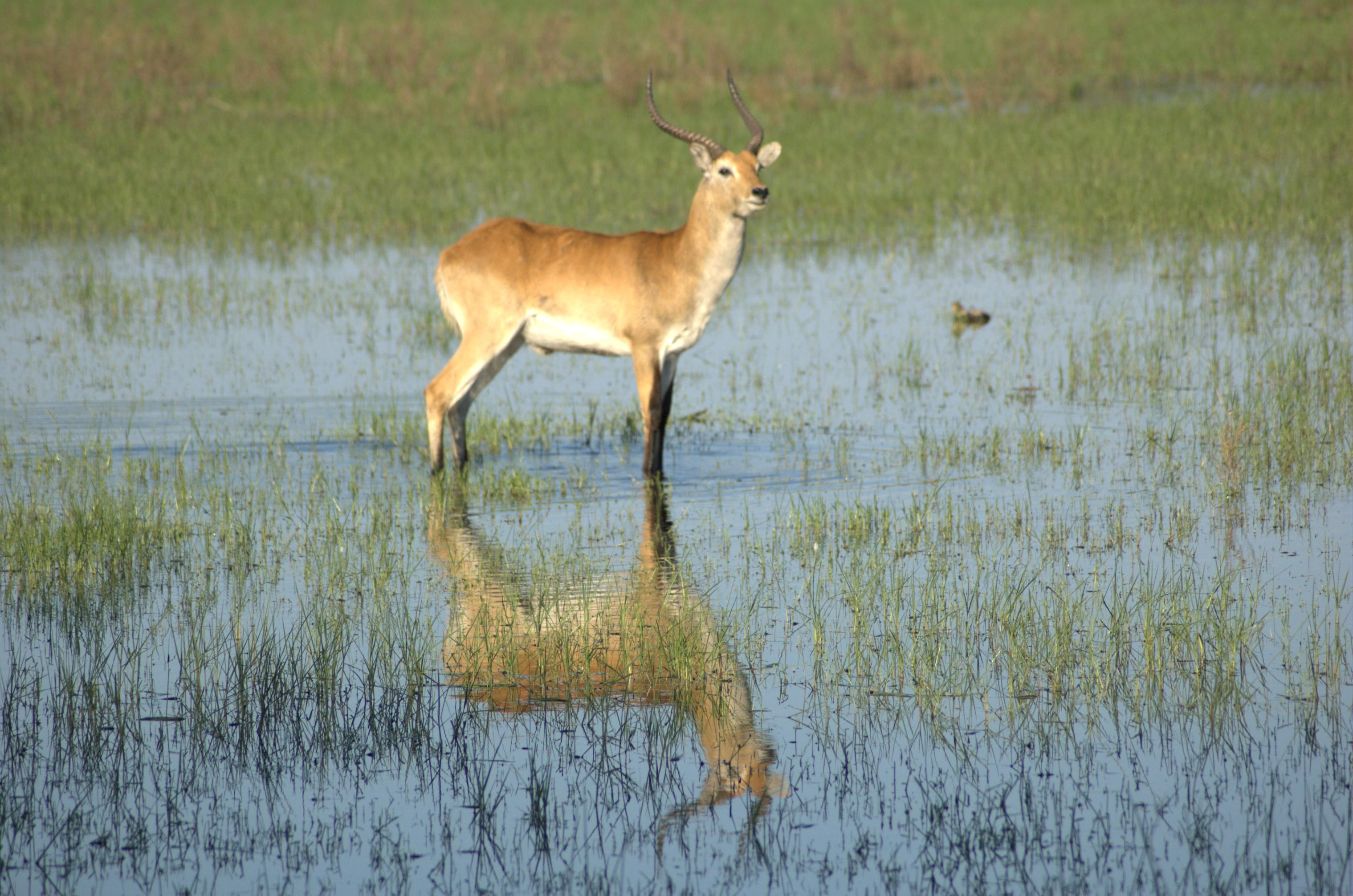
Zambézi mocsáriantilop bika az Okavango-deltában
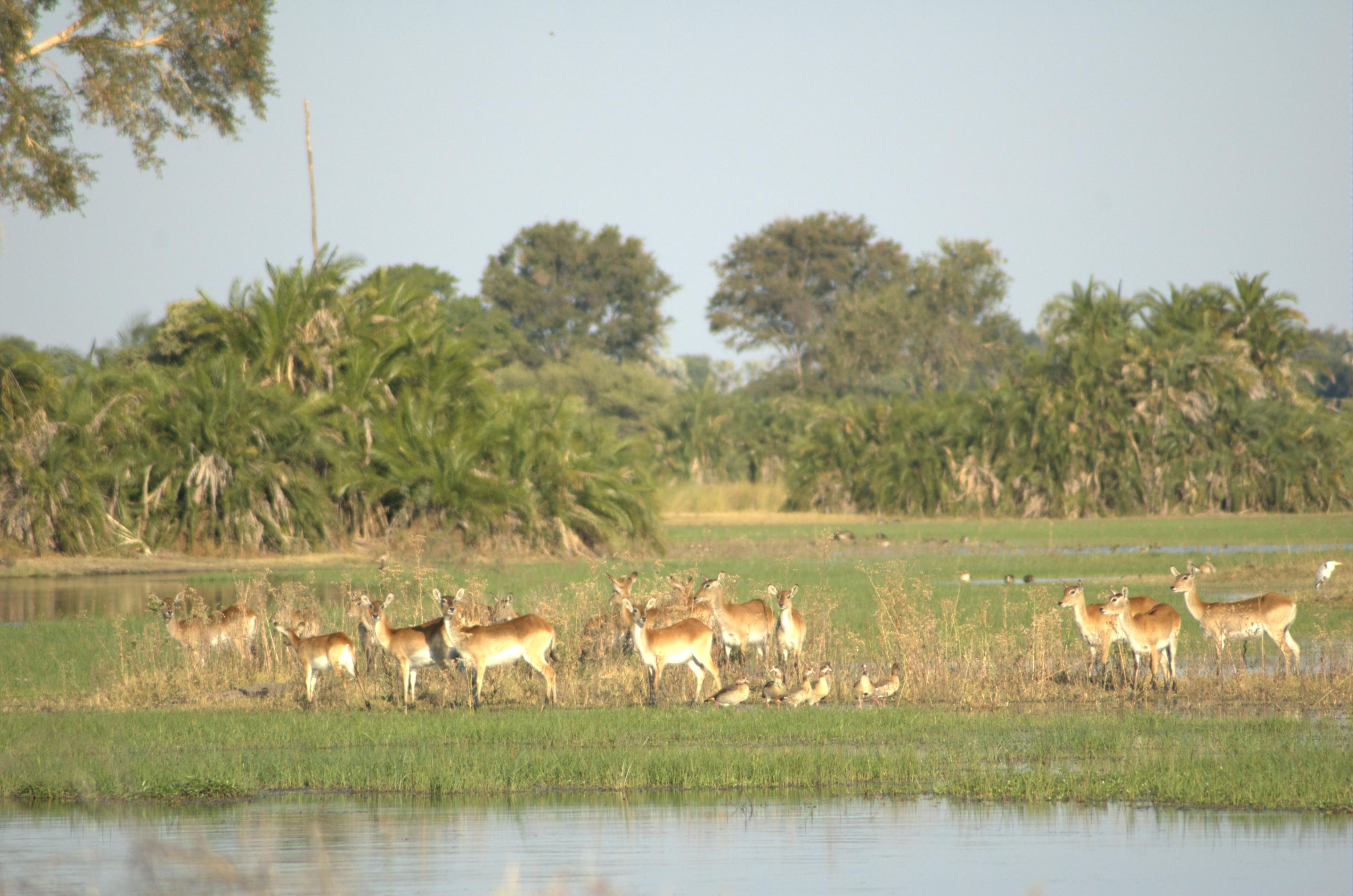
Nőstények csoportja
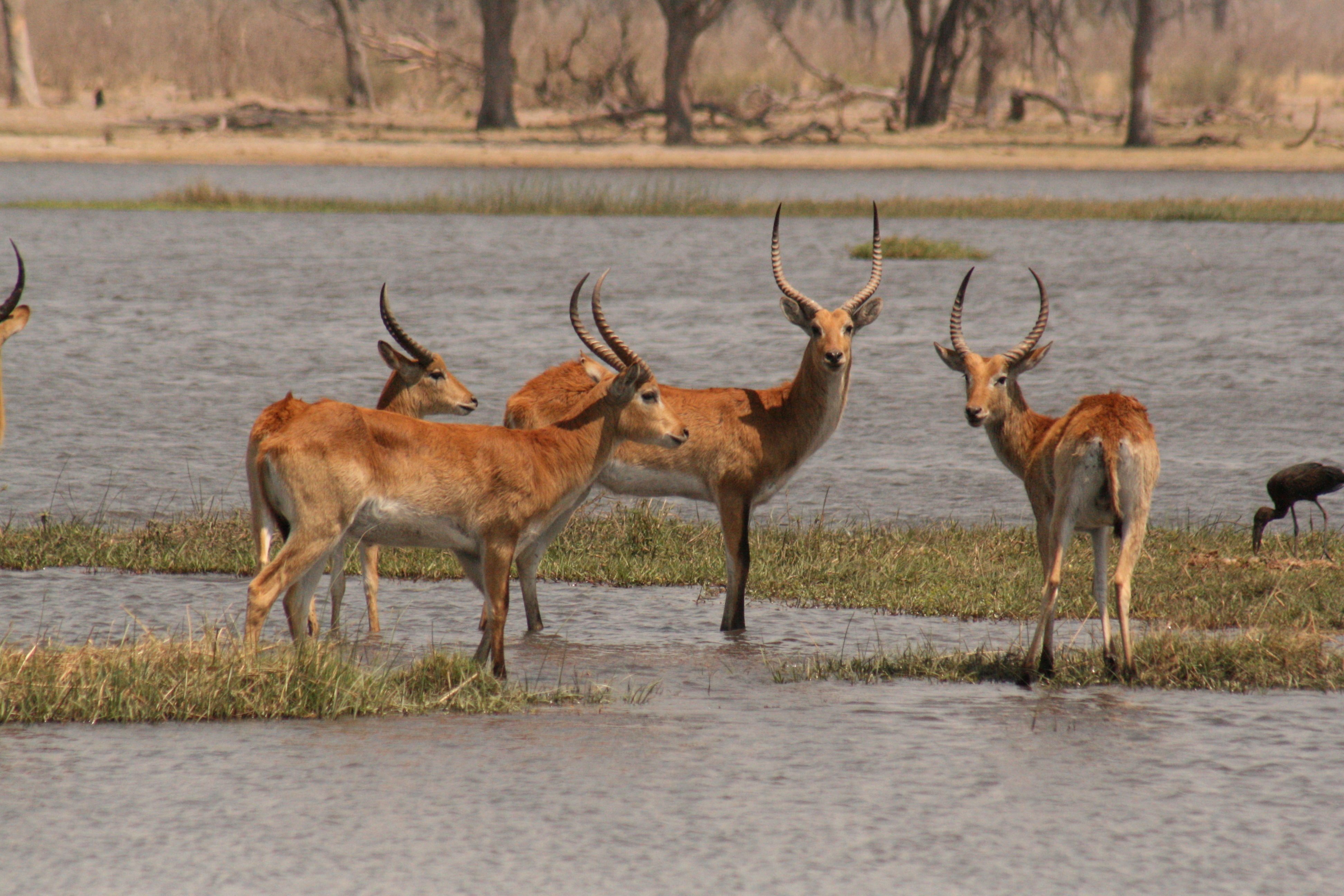
Kobus leche leche az Okavango-deltában.
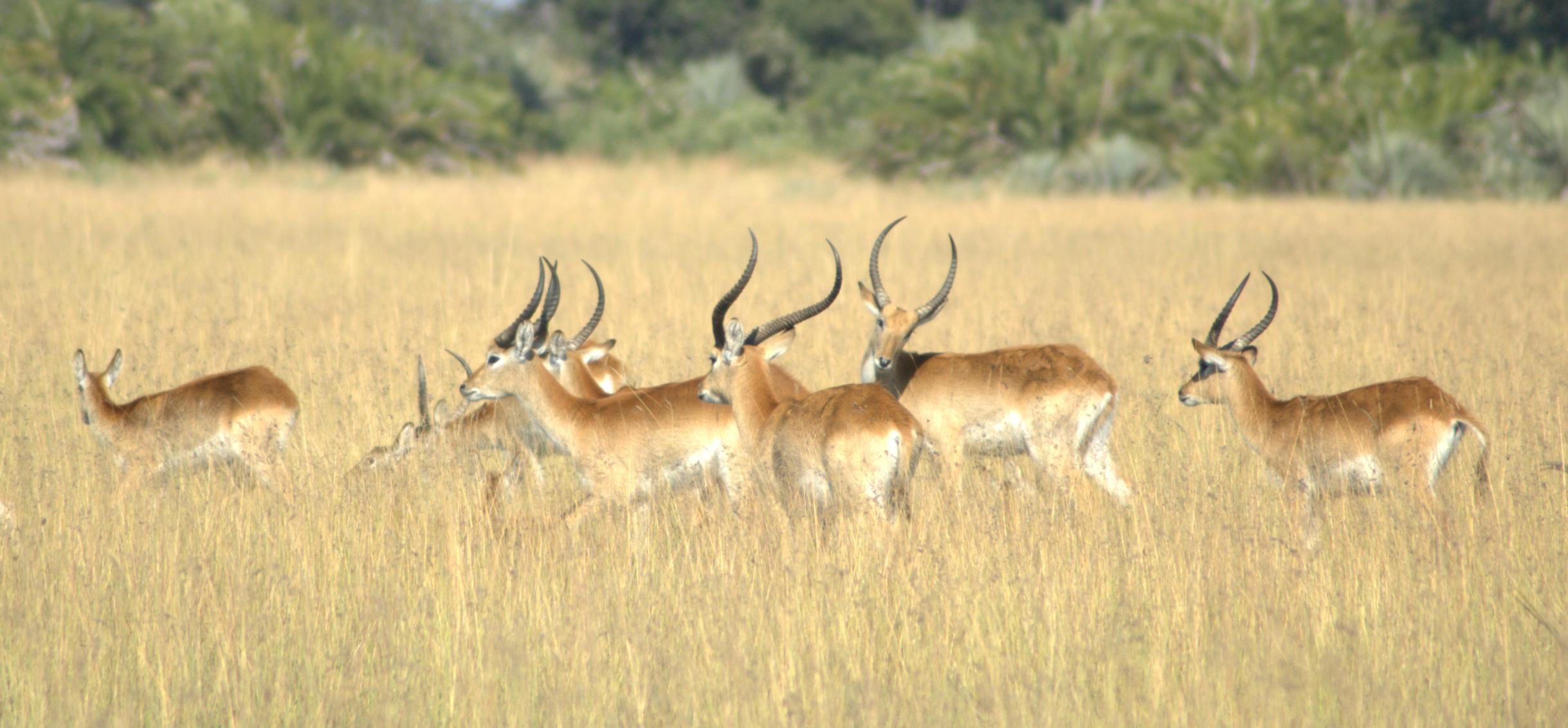
Bikák és nőstények csoportja
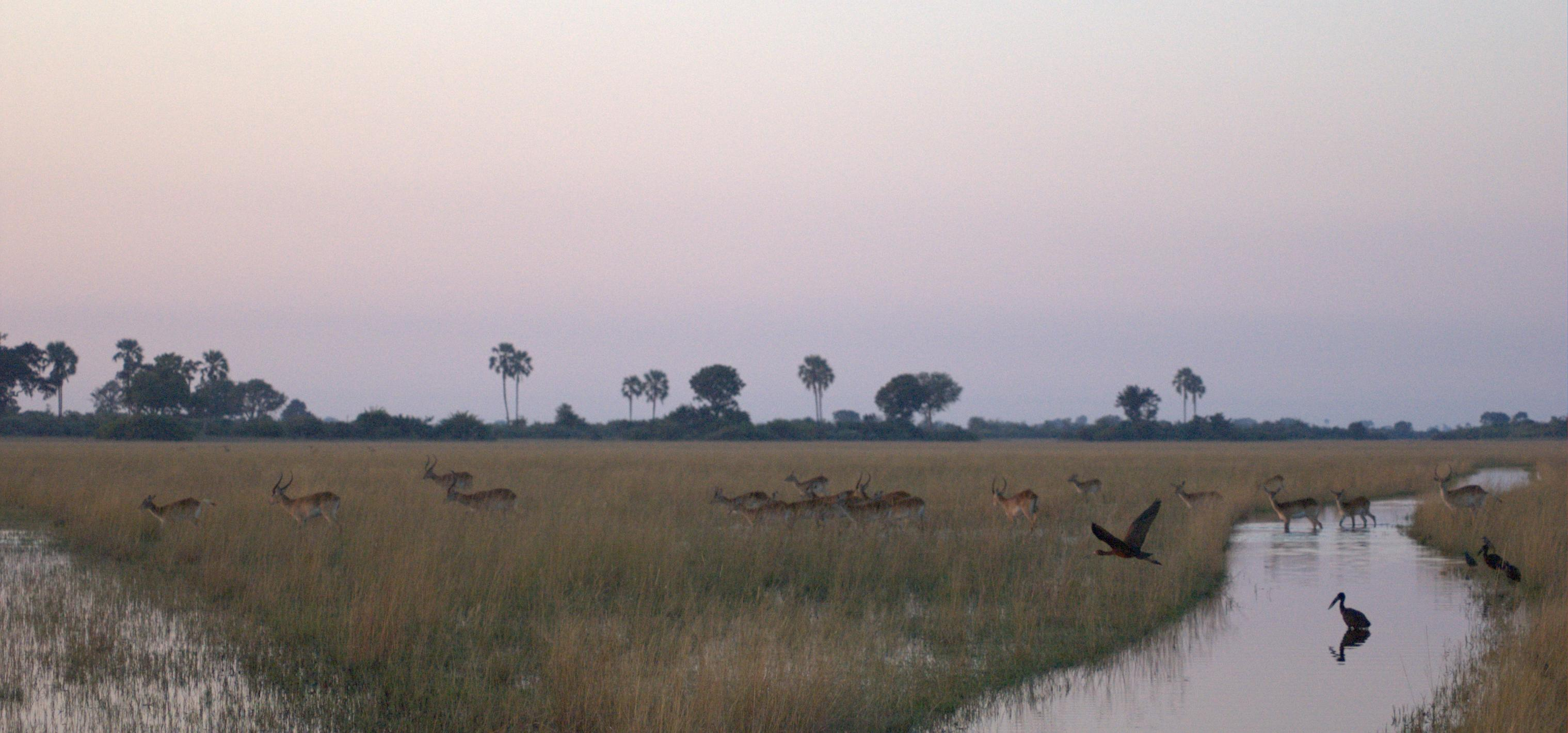
Csorda hajnalban
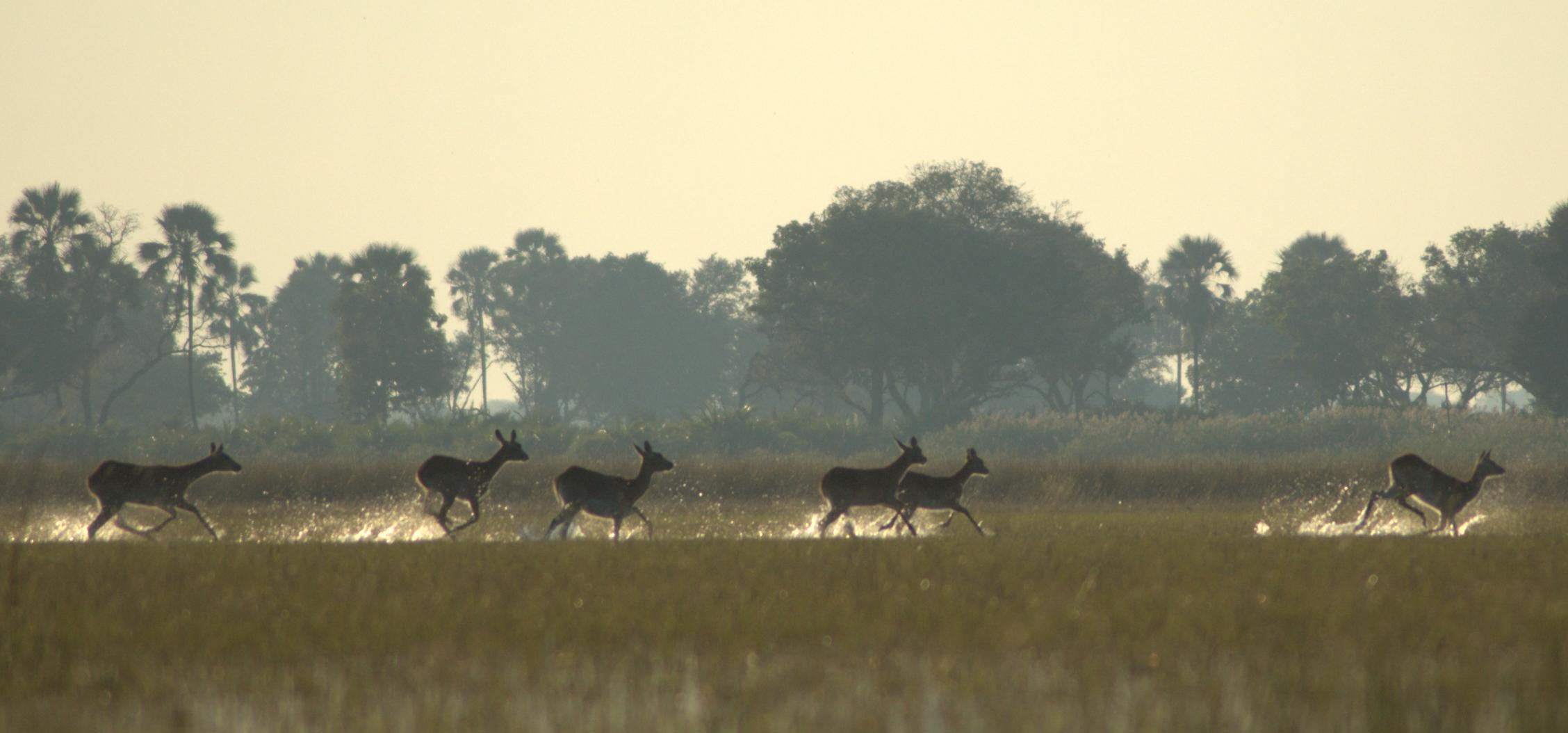
Futó csoport, a hátsó lábak különösen hosszúak
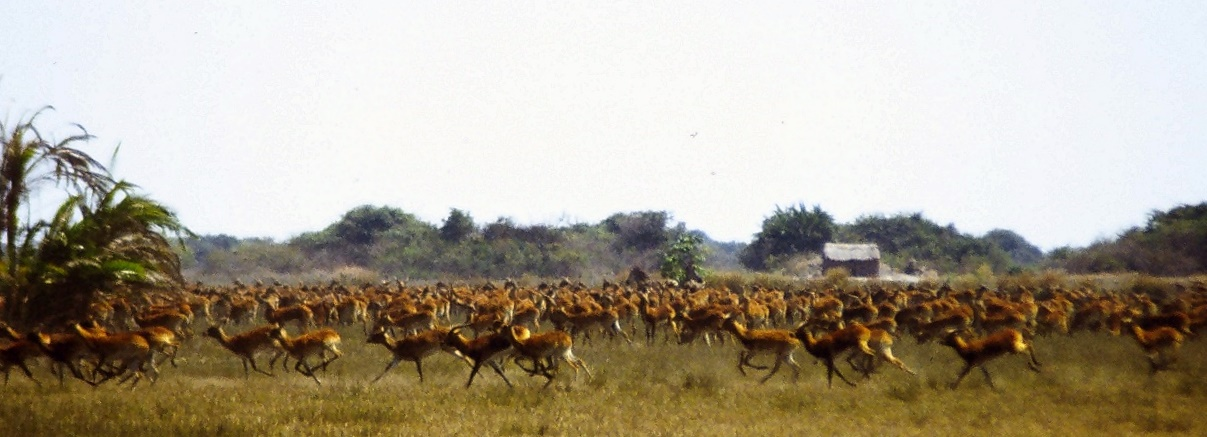
Fekete mocsáriantilop a Bangweulu-mocsaraknál